# Discosomaticus cinctus
Discosomaticus cinctus is een hooiwagen uit de familie Cosmetidae.